# روبرت أردري
روبرت أردري (بالإنجليزية: Robert Ardrey)‏ (16 أكتوبر 1908 – 14 يناير 1980) كاتب مسرحي وكاتب سيناريو وكاتب علمي أمريكي.
من أشهر كتبه «الحتمية الإقليمية» عام 1966.

## عمله في المسرح والسينما
ككاتب مسرحي وكاتب سيناريو تلقى العديد من الجوائز. منها زمالة غوغنهايم عام 1937، وجائزة سيدني هاوارد التذكارية عام 1940، وترشيح للأوسكار لأفضل سيناريو عن فيلم «الخرطوم».
وأشهر مسرحياته «صخرة الرعد» Thunder Rock، وتعتبر من كلاسيكيات المسرح العالمي.

## عودته للعمل الأكاديمي
```
عمل فترة في مسارح 
برودواي
 
وهوليوود
 ثم عاد إلى العمل الأكاديمي الأنثروبولوجي وعلم السلوك في الخمسينات. 
```

## من كتبه
من كتبه «الحتمية الإقليمية» عام 1966، وكتاب «المنشأ الأفريقي» 1961.

## روابط خارجية
- روبرت أردري على موقع IMDb (الإنجليزية)
- روبرت أردري على موقع ألو سيني (الفرنسية)
- روبرت أردري على موقع أول موفي (الإنجليزية)
- روبرت أردري على موقع قاعدة بيانات برودواي على الإنترنت (الإنجليزية)
- روبرت أردري على موقع قاعدة بيانات الأفلام السويدية (السويدية)
- روبرت أردري على موقع قاعدة بيانات الفيلم (الإنجليزية)
- روبرت أردري على موقع كينوبويسك (الروسية)